# Карфагенянин (пьеса)
«Карфагенянин» (др.-греч. Καρχηδόνιος) — комедия древнегреческого драматурга Менандра (IV—III века до н. э.), текст которой сохранился фрагментарно на папирусе I века н. э. К этой пьесе могут относиться ещё два папирусных обрывка, на которых можно прочесть только отдельные слова. Время написания и постановки пьесы неизвестно.
Главный герой комедии считает себя уроженцем Карфагена и хочет жениться на афинской девушке. Точных данных о развитии сюжета нет, но, судя по другим образчикам жанра, в финале этот персонаж должен был узнать, что он афинянин, и обрести своих настоящих родителей; такой поворот делал брак с афинянкой законным и приемлемым для обеих сторон.